# 1995年6月逝世人物列表
1995年逝世人物列表：1月 - 2月 - 3月 - 4月 - 5月 - 6月 - 7月 - 8月 - 9月 - 10月 - 11月 - 12月
1995年6月逝世人物列表，是用於匯總1995年6月期間逝世人物的列表。

## 依日期排序

### 1日
- 托尼·克萊格，58歲，英國房地產企業家。[1]
- 威廉·羅伯特·科林森，82歲，美國地區法官。[2]
- 普魯芬斯·海曼，81歲，英國芭蕾舞演員和女演員。
- 古瑟姆卡夫利，78歲，挪威建築師和藝術史學家。[3]
- 科林·羅南，74歲，英國科學史和哲學作家。

### 2日
- 傑克·巴格特，88歲，澳大利亞足球運動員。
- 萊諾克斯·貝克，92歲，美國整形外科醫生，運動醫學先驅。[4]
- 弗蘭克·愛德華·克拉克，83歲，英格蘭職業足球運動員。[5]
- 亞歷山大·德·馬倫什，73歲，法國軍官。[6]
- 哈珀·麥凱，73歲，美國鋼琴家、作曲家和電視和電影音樂編曲家。[7]
- 宮內幸平，65歲，日本演員、聲優。

### 3日
- 裘莉婭·阿德勒，95歲，美國女演員。[8]
- 埃斯特爾·布羅迪，94歲，美國女演員。[9]
- 艾倫·布爾曼，67歲，澳大利亞足球運動員。[10]
- 喬治·R·卡隆，75歲，廣島轟炸期間伊諾拉·蓋伊的美國機組人員。[11]
- 奧布里·W·迪拉姆，81歲，美國政治家。
- 約翰·皮斯普·埃克特，76歲，美國工程師。[12]
- 拉爾夫·弗裡德曼，79歲，美國作家。[13]
- 阿道夫·羅威，102歲，德國社會學家和經濟學家。[14]
- 尚–派崔克・曼切特，52歲，法國犯罪小說家[15]
- 黛麗絲·鮑威爾，93歲，英國電影評論家和旅行作家。[16]
- 愛德華·斯科特，76歲，英國板球運動員和橄欖球聯盟球員。
- 亞瑟·K·夏皮羅，72歲，美國精神病學家和圖雷特綜合征專家。[17]
- 保羅·萬德爾，90歲，德意志民主共和國的德國共產主義政治家和政治家。
- 弗蘭克·沃特斯，92歲，美國作家和小說家。[18]

### 4日
- 阿爾弗雷德·貝尼，72歲，奧地利國際象棋國際大師[19]
- 歐內斯特·博內曼，80歲，德國作家、性學家和音樂學家[20]
- 拉斯布里辛，80歲，瑞典工程師和飛機設計師。
- 利奧康托爾，76歲，美式足球運動員。[21]
- 謝爾蓋·卡普斯京，42歲，蘇聯/俄羅斯冰球運動員，心臟病發作。

### 5日
- 喬治·拜爾斯，78歲，美國短距離皮划艇運動員，曾參加1956年夏季奧運會。[22]
- 貝爾納·舍諾，86歲，法國政治家和高級官員。[23]
- 派特裡夏·戴恩，75歲，美國電影女演員，肺癌。
- 特雷弗·N·迪皮伊，79歲，美國陸軍軍官和軍事歷史學家[24]
- 比阿特麗克斯·圖根胡特·加德納，87歲，奧地利動物學家。[25]

### 6日
- 吉姆·巴恩斯，86歲，紐西蘭國家黨政治家。[26]
- 維爾納·H·布洛斯，64-65歲，德國科學家和光伏專家。[27]
- 謝赫伊瑪目，76歲，埃及作曲家和歌手。[28]
- 薩維利·克拉馬羅夫，60歲，蘇聯，俄裔美國演員[29]

### 7日
- 赫爾曼·布蘭森，80歲，美國物理學家和化學家。[30]
- 卡羅琳·伯恩，24歲，澳大利亞模特[31]
- 釋宣化，77歲，美籍華裔佛教徒。
- 埃迪·萊克，79歲，美國棒球運動員。[32]
- 查理斯·裡奇，88歲，加拿大外交官和日記家。[33]
- 溫斯頓·W·羅伊斯，65歲，美國計算機科學家。
- 約瑟夫·托梅蒂，84歲，愛爾蘭演員、劇作家、小說家和劇院經理。[34]

### 8日
- 羅納德和詹姆斯·奧爾裡奇，34歲，美國連環殺手[35]
- 埃裡克·貝克曼，60歲，瑞典詩人、小說家和劇作家。[36]
- 湯瑪斯·達德利·卡博特，98歲，美國商人和政治家。[37]
- 特魯達·格羅斯利奇托娃，83歲，捷克斯洛伐克電影女演員。
- 胡安·卡洛斯·翁加尼亚，81歲，阿根廷第35任總統。[38]
- 阿卜杜勒·拉赫曼·帕茲瓦克，76歲，阿富汗詩人和外交官。
- 傑瑞·齊普金，80歲，美國社交名流。[39]

### 9日
- 弗蘭克·查克斯菲爾德，81歲，英國人，鋼琴家、編曲家和樂團領隊[40]
- 斯蒂芬·卡普蘭，54歲，美國記者、超自然現象調查員和吸血鬼學家。
- 瓦爾特·蘭多，81歲，德國設計師[41]
- 薇薇安·馬龍-梅耶斯，63歲，美國數學家和教授。
- 寶拉·珍·邁爾斯-波普，60歲，美國跳水運動員和奧運獎牌得主。[42]
- 林肯·拉格斯代爾，68歲，美國民權領袖。[43]
- N·G·蘭格，94歲，印度自由鬥士，古典自由主義者，議員和農民領袖。
- 戈登·羅，79歲，紐西蘭板球運動員。[44]
- 佐裡歐·韋薩爾斯，55歲，古巴棒球運動員。[45]

### 10日
- 阿里-阿斯哈·巴哈里，89-90歲，伊朗音樂家和卡曼切演奏家。[46]
- 米基·杜夫海納，85歲，法國哲學家和美學家。[47]
- 伊納繆爾·哈桑·康德拉威，77歲，印度伊斯蘭學者。
- 布魯諾·勞倫斯，54歲，英國-紐西蘭音樂家和演員[48]
- 瑪德琳·莫羅，67歲，法國潛水夫。
- 羅納德·莫裡斯比，80歲，塔斯馬尼亞板球運動員。[49]
- 林賽·尼爾森，76歲，美國體育節目主持人[50]

### 11日
- 羅伯特·芬奇，95歲，加拿大詩人和學者。[51]
- 羅德爾·納瓦爾，42歲，菲律賓演員、歌手和詞曲作者，愛滋病相關併發症。
- 克里斯托夫·馮·菲雷爾-海門多夫，85歲，奧地利民族學家和教授[52]
- 拉芙蕾絲·瓦特金斯，62歲，美國歌手。[53]

### 12日
- 朱利葉斯·柏格，98歲，奧地利裔美國作曲家、鋼琴家和指揮家。[54]
- 威廉·G·康納雷，83歲，美國羅馬天主教會主教。[55]
- 塔爾博特·達克曼頓，73歲，澳大利亞廣播員和廣播電視管理員。
- 阿图罗·贝内德蒂·米凯兰杰利，75歲，義大利鋼琴家。[56]
- 羅傑·羅傑，83歲，法國編曲家、作曲家和指揮家。[57]
- 皮埃爾·拉塞爾，45歲，美國籃球運動員。[58]
- 埃貢·斯文森，81歲，瑞典雛量級希臘羅馬摔跤手和奧運選手。[59]
- 埃德·瓦達西，71歲，匈牙利籃球運動員。[60]

### 13日
- 恩里克·阿拉爾孔，78歲，活躍於電影界的西班牙藝術總監。[61]
- 珍·李·萊瑟姆，93歲，美國作家。[62]
- 大衛·帕裡，52歲，英裔加拿大民間音樂家、演員、舞台導演和學者[63]
- 金格·史莫克，75歲，美國小提琴家和樂團團長。[64]

### 14日
- 埃爾斯·阿恩，78歲，愛沙尼亞作曲家。[65]
- 傑克·切爾托克，88歲，美國電影和電視製片人。[66]
- 罗里·加拉格尔，47歲，愛爾蘭藍調和搖滾吉他手[67]
- 鮑比·格裡姆，70歲，美國賽車手，癌症。
- 蘭吉馬里·赫泰特，103歲，紐西蘭毛利織布大師。
- 喬斯·霍文納斯，62歲，比利時自行車運動員。[68]
- 蒂莫西·斯科特，57歲，美國演員
- 索尼·拉布歐·坦西，48歲，剛果小說家、劇作家和詩人[69]
- 羅傑·澤拉茲尼，58歲，美國科幻作家[70]

### 15日
- 羅伯特·安德森，76歲，美國福音歌手和作曲家。[71]
- 约翰·文森特·阿塔纳索夫，91歲，美國物理學家，第一台數字計算機中風的發明者。[72]
- 查理斯·貝內特，95歲，英國編劇。[73]
- P.K.奇沙拉，37-38歲，赞比亞音樂家。
- 布朗森·英格拉姆二世，63歲，美國億萬富翁繼承人，絲狀體學家和商人[74]
- 普雷本·萊多夫·拉伊，78歲，丹麥電影演員。[75]

### 16日
- 弗拉基米爾·阿列克森科，72歲，蘇聯空軍將軍。[76]
- 湯瑪斯·博爾格，90歲，澳大利亞摔跤手，曾參加1928年夏季奧運會。[77]
- 托雷·埃德曼，90歲，瑞典跳臺滑雪運動員。
- 席德·艾因費爾德，85歲，澳大利亞政治家和猶太社區領袖。
- 施努阿都拉曼，76歲，馬來西亞政治家、部長和外交官。[78]
- 傑克·瓦格納，69歲，美國廣播名人和演員。

### 17日
- 丹尼·布朗，69歲，美國NFL橄欖球運動員。[79]
- 布魯斯·坎貝爾，85歲，美國棒球運動員。[80]
- 戴維·恩納爾斯，72歲，英國政治家和人權活動家，胰腺癌。
- 克拉倫斯·格林，81歲，美國編劇和電影製片人。[81]
- 瑪麗·柯克伍德，90歲，美國藝術家和教授。
- 克雷爾·斯特林，75歲，美國作家和記者。[82]
- 金東里，81歲，韓國作家。[83]
- 陳永寶，65歲，新加坡活動家[84]
- 沙烏爾·伊斯雷利，85歲，白俄羅斯東正教拉比。
- 鮑勃·楊，52歲，美國橄欖球運動員。[85]

### 18日
- 卡爾·阿森羅斯，99歲，德國政治家和商人。[86]
- 基思·貝內特，64歲，加拿大足球運動員。[87]
- 亞瑟·霍華德，85歲，英國角色演員。[88]
- 羅伯特·施利恩茨，71歲，德國足球運動員。
- 哈里·蒂施，68歲，東德政治家和工會會員[89]

### 19日
- 約瑟夫·阿庫什，74歲，波蘭電影導演和製片人。[90]
- 路易士·卡瓦列羅，51歲，哥倫比亞畫家、水彩畫家、粉彩畫家和平版畫家。[91]
- 默里·迪基，71歲，蘇格蘭男高音。[92]
- 大衛·格裡格斯，28歲，美國鐵板足球運動員，交通事故。
- 理查·佩普，79歲，英國作家和戰俘逃亡者。[93]
- 彼得·湯森德，80歲，英國皇家空軍軍官，飛行王牌和瑪格麗特公主的浪漫伴侶[94]

### 20日
- 朱利安·布勞斯坦，82歲，美國電影製片人[95]
- 蕭沆，84歲，羅馬尼亞哲學家和散文家[96]
- 詹尼·吉迪尼，65歲，義大利公路自行車運動員。[97]
- 哈里·格瓦拉，74歲，南非活動家和政治家。[98]
- 阿爾漢森，67歲，美國藝術家，激浪派運動成員。
- 安妮·塔巴赫尼克，67歲，美國畫家[99]
- 阿爾伯特·威克曼斯，97歲，比利時自行車運動員。[100]

### 21日
- 張繼高，68歲，著名新聞工作者。
- 阿爾·亞當森，65歲，美國電影製片人和演員[101]
- 達內爾·柯林斯，33歲，美國狂歡殺手[102]
- 傑瑞·費爾班克斯，90歲，美國影視導演和製片人。[103]
- 勞倫斯·麥金利·古爾德，98歲，美國地質學家和極地探險家。[104]
- 拉裡·格裡芬，40歲，美國被定罪的殺人犯[105]
- 濱村純，89歲，日本演員。[106]
- 特裡斯坦·鐘斯，66歲，英國水手和作家。[107]
- 尤里奇·泰因，65歲，德國演員、電影導演和編劇。[108]

### 22日
- 勞爾·阿斯特，70歲，墨西哥演員、導演、製片人和播音員。[109]
- 伊夫·康加爾，91歲，法國天主教紅衣主教。[110]
- 列昂尼德·德爾本尼奧夫，64歲，蘇聯/俄羅斯詩人和作詞家[111]
- 尼尔斯-约埃尔·恩隆德，88歲，瑞典越野滑雪運動員。[112]
- 葛哈·奈寧，54歲，奧地利前高山滑雪運動員。[113]

### 23日
- 哈威·巴內特，69歲，澳大利亞情報官員。[114]
- 馬文·卡姆拉斯，79歲，電氣工程師和發明家[115]
- 弗朗切斯科·卡穆索，87歲，義大利職業公路自行車運動員。[116]
- 莫裡斯·科恩，84歲，美國人，曾是蘇聯的間諜。[117]
- 阿提夫·塔耶布，47歲，埃及電影導演，心血管疾病。
- 羅傑·格裡姆斯比，66歲，美國電視新聞記者和記者[118]
- 水手羅伯茨，64歲，美國撲克玩家。
- 托尼·羅密歐，56歲，美國詞曲作者，心臟病發作。
- 喬納斯·索爾克，80歲，美國醫學研究員[119]
- 埃米爾·聖地亞哥，96歲，美國服裝設計師。
- 阿納托利·塔拉索夫，76歲，俄羅斯冰球運動員和教練。[120]

### 24日
- 因尚·阿里，45歲，特立尼達和多巴哥板球運動員。[121]
- 詹姆斯·巴滕，59歲，美國記者和出版商[122]
- 瑪喬麗·卡麥隆，73歲，美國藝術家，詩人，女演員和神秘學家[123]
- 羅伯特·格思里，78歲，美國微生物學家。[124]
- 亨利·霍蘭德斯，72歲，比利時籃球運動員。[125]
- 埃絲特·羅姆，49歲，美國女性健康活動家和作家[126]
- 安德魯·J·特蘭蘇，92歲，美國律師和政治家。
- 梅厄·佐雷亞，72歲，以色列將軍和政治家。

### 25日
- 尼爾·貝格，80歲，紐西蘭兒科醫生、歷史學家和板球運動員。[127]
- 摩西·本-澤耶夫，83歲，以色列法學家和總檢察長。
- 沃倫·E·伯格，87歲，美國最高法院第15任首席大法官[128]
- 李聚奎，90歲，中國將軍、政治家。
- 邱妙津，26歲，臺灣小說家，自殺。
- 謝爾蓋·波波夫，64歲，俄羅斯馬拉松運動員。[129]
- 歐內斯特·沃爾頓，91歲，愛爾蘭物理學家。[130]

### 26日
- 約翰·傑斐遜·佈雷，82歲，澳大利亞律師、法官和學者[131]
- 傑森·卡拉漢，19歲，美國男子，身份不明的屍體和失蹤人員案件。[132]
- 卡茲米爾·維希尼亞茲，80歲，波蘭電影和戲劇演員。[133]
- 埃德加·威廉姆斯，82歲，英國陸軍軍事情報官員和歷史學家。[134]

### 27日
- 雅克·貝爾克，85歲，法國伊斯蘭學者和社會學家。[135]
- 約尼·陳，41歲，以色列演員、配音演員和木偶師[136]
- 埃夫雷姆·庫爾茨，94歲，俄羅斯指揮家。[137]
- 妮达·森夫，75歲，荷蘭游泳運動員和奧運冠軍。[138]
- 邓以明，87歲，中國耶穌會神父，肺炎。
- 戈登·威爾遜，69歲，愛爾蘭政治家和和平主義者，心臟病發作。

### 28日
- 菲力浦·邦薩爾，92歲，美國國務院外交官。[139]
- 阿恩·馬特森，75歲，瑞典電影導演。[140]
- 毛里尼奧，62歲，巴西足球運動員。[141]
- 唐納德·辛克萊，84歲，英國獸醫，是《大小所有生物》自殺的靈感來源。[142]

### 29日
- 泰德·艾倫，79歲，加拿大編劇、作家和詩人。[143]
- 弗朗西斯科·阿維蒂亞，80歲，墨西哥歌手。[144]
- 諾埃爾·戴森，78歲，英國女演員，癌症。
- 西古·蒙索爾特，86歲，荷蘭政治家。[145]
- 羅伊·羅蘭，84歲，米高梅美國電影導演。[146]
- 拉娜·特纳，74歲，美國女演員[147]

### 30日
- 格奥尔吉·别列戈沃伊，74歲，俄羅斯宇航員。[148]
- 羅傑·查佩萊特，91歲，法國航海畫家。[149]
- 蓋爾·戈登，89歲，美國演員[150]
- 菲利斯·海曼，45歲，美國歌手和女演員[151]
- 雅科夫·梅里多爾，81歲，以色列政治家，伊爾貢指揮官和商人。
- 馬里奧·蒙蒂切利，93歲，義大利棋手。[152]
- 豪爾赫·佩辛尼奧，55歲，葡萄牙作曲家、鋼琴家和指揮家。[153]
- 巴尼·西蒙，63歲，南非戲劇導演和作家。[154]
- 加夫里伊尔·特罗耶波利斯基，89歲，蘇聯/俄羅斯作家。
- 納扎里·亞列姆丘克，43歲，蘇聯/烏克蘭胡蘇爾歌手。